# Salvador
Salvador (špansko El Salvador; špansko: [el salβaˈðoɾ] (), dobesedno »Odrešenik«), uradno Republika Salvador (špansko República de El Salvador), je država v Srednji Ameriki. Na severovzhodu meji na Honduras, na severozahodu na Gvatemalo in na jugu na Tihi ocean. Glavno in največje mesto Salvadorja je San Salvador. Leta 2018 je imela država približno 6,42 milijona prebivalcev.
Območje je več tisočletij nadzorovalo več mezoameriških ljudstev, zlasti Lenka, Maji, pozneje Kuzkatleki. Arheološki spomeniki kažejo na zgodnjo prisotnost Olmekov okoli 1. tisočletja pr. n. št. V začetku 16. stoletja je srednjeameriško ozemlje zavzel španski imperij in ga vključil v podkraljevino Novo Španijo, katere glavno mesto je bilo Mexico City. Vendar je Podkraljevina Španija le malo vplivala na vsakodnevno dogajanje na polotoku, ki so ga kolonizirali leta 1524. Leta 1609 so Španci območje razglasili za Generalno kapetanstvo Gvatemale. Salvadorsko ozemlje je bilo vanj vključeno do razglasitve neodvisnosti od Španije leta 1821, nato pa je spadalo pod prvo mehiško cesarstvo, od katerega se je leta 1823 odcepilo in se prdružilo Federalni srednjeameriški republiki. Ko je republika leta 1841 razpadla, je Salvador postal suverena država, nato pa je kratek čas – od leta 1895 do leta 1898 – tvoril unijo, imenovano Velika srednjeameriška republika, s Hondurasom in Nikaragvo.
Od poznega 19. stoletja do sredine 20. stoletja je Salvador pretresala kronična politična in gospodarska nestabilnost z državnimi udari, upori in vrsto avtoritarnih vladarjev. Dolgotrajna socialno-gospodarska neenakost in državljanski nemiri so privedli do uničujoče salvadorske državljanske vojne, ki je trajala od leta 1979 do leta 1992 in v kateri so se borile vladne vojaške sile, ki so jih podpirale Združene države Amerike, in koalicija levičarskih gverilskih skupin. Konflikt se je končal z mirovnim sporazumom v Čapultepecu. S tem dogovorom je bila vzpostavljena današnja večstrankarska ustavna republika. Med državljansko vojno so številni Salvadorci emigrirali v Združene države Amerike in so bili leta 2008 tam ena od največjih priseljenskih skupin.
V gospodarstvu Salvadorja zgodovinsko prevladuje kmetijstvo. Španci so v si v 16. stoletju prilastili nasade kakava, ki jih je bilo največ na pobočjih vulkana Izalco, ter balzama na območjih La Libertad in Ahuachapan. Temu je v 19. stoletju sledil razcvet pridelave indiga (špansko añil), ki so ga uporabljali predvsem kot barvilo. Pozneje so pridelovali predvsem kavo, ki je do začetka 20. stoletja predstavljala 90 % izvoznega prihodka. Salvador je pozneje zmanjšal svojo odvisnost od pridelave kave in gospodarstvo razpršil z vzpostavitvijo trgovinskih in finančnih povezav ter razširitvijo proizvodnega sektorja. Od leta 1892 so uporabljali valuto salvadorski kolon, leta 2001 pa so jo zamenjali z ameriškim dolarjem.
Salvador se po indeksu človekovega razvoja uvršča na 14. mesto med latinskoameriškimi državami in četrto mesto v Srednji Ameriki (za Panamo, Kostariko in Belizejem), kar je deloma rezultat hitre industrializacije. Toda država se še vedno spoprijema z visoko stopnjo revščine, neenakosti in nasilja tolp.